# Ogcodes shewelli
Ogcodes shewelli är en tvåvingeart som beskrevs av Curtis W. Sabrosky 1948. Ogcodes shewelli ingår i släktet Ogcodes och familjen kulflugor. Inga underarter finns listade i Catalogue of Life.